# Mourad Amara
Mourad Amara (arab. ‏مراد عمارة‎; ur. 19 lutego 1959 w Bidżaja) – algierski piłkarz występujący na pozycji bramkarza. Uczestnik Mistrzostw Świata 1982 i Mistrzostw Świata 1986.

## Kariera klubowa
Całą swoją karierę piłkarską Amara spędził w klubie JS Kabylie.

## Kariera reprezentacyjna
W 1980 roku Mourad Amara uczestniczył w Igrzyskach Olimpijskich w Moskwie. W turnieju piłkarskim wystąpił we wszystkich meczach grupowych oraz przegranym 0-3 spotkaniu ćwierćfinałowym z reprezentacją Jugosławii.
Z reprezentacją Algierii uczestniczył w Mistrzostw Świata 1982 i Mistrzostw Świata 1986. Na Mundialach był rezerwowym i nie wystąpił w żadnym meczu.